# Recensământul populației din 1941 (România)

Harta etnică a României pe regiuni istorice și județe în 1941

Recensământul populației din 1941 (oficial cunoscut ca Recensământul General al României din 1941) a fost un recensământ efectuat la data de 6 aprilie 1941 pe teritoriul rămas în cadrul Regatului României în urma pierderilor teritoriale din 1940 suferite ca urmare a Pactului Ribbentrop-Molotov dintre Germania Nazistă și Uniunea Republicilor Sovietice Socialiste (URSS). Pierderile teritoriale ale Regatului României din 1940 au fost reprezentate la centru, nord și nord-vest de Transilvania de Nord (cedată Regatului Ungariei) precum și de Cadrilater la sud-est (cedat Regatului Bulgariei).
Ulterior, după eliberarea Basarabiei, Bucovinei de Nord și ținutului Herța din ocupația sovietică a acestora, a fost realizat și recensământul pentru aceste regiuni istorice românești (toamna lui 1941), dar și pentru Transnistria (decembrie 1941), care a devenit Guvernământul Transnistriei sub administrație românească între 1941 și 1944.

Datele sumare provizorii ale recensământului din 6 aprilie 1941 au fost publicate în 1944 de Institutul Central de Statistică, indicându-se doar numărul de locuitori de origine etnică română, maghiară și germană, ceilalți locuitori din celelalte minorități etnice fiind cuprinși în cadrul categoriei „alții și nedeclarați”. Totodată, acest recensământ a reprezentat practic cel dintâi recensământ agricol sistematic care a fost efectuat în România.

## Rezultatul final
| România                             | Număr locuitori | Români     | Maghiari | Germani | Evrei   | Alții     |
| ----------------------------------- | --------------- | ---------- | -------- | ------- | ------- | --------- |
| Procentaj                           | 100 %           | 87,38 %    | 3,01 %   | 4,01 %  | 2,23 %  | 3,38 %    |
| Total (hotarele din aprilie 1941)   | 13,535,757      | 11,827,110 | 407,188  | 542,325 | 302,090 | 457,044   |
| Procentaj                           | 100 %           | 73.31 %    | 2.13 %   | 3.53 %  | 2.01 %  | 19.01 %   |
| Total (hotarele din decembrie 1941) | 19,080,207      | 13,987,494 | 407,188  | 674,307 | 384,397 | 3,626,821 |

## Crișana de Sud și Banat

### Județul Bihor
| Județul Bihor | Număr locuitori | Români  | Maghiari | Germani | Evrei | Alții |
| ------------- | --------------- | ------- | -------- | ------- | ----- | ----- |
| Orașul Beiuș  | 7,827           | 6,322   | 840      | 113     | 433   | 119   |
| Plasa Beiuș   | 52,783          | 47,254  | 5,219    | 31      | 113   | 166   |
| Plasa Beliu   | 19,086          | 18,418  | 319      | 47      | 101   | 201   |
| Plasa Ceica   | 50,629          | 49,368  | 524      | 27      | 102   | 608   |
| Plasa Tinca   | 56,512          | 44,049  | 10,848   | 145     | 360   | 1,110 |
| Plasa Vașcău  | 31,054          | 30,643  | 138      | 59      | 34    | 180   |
| Total județ   | 217,891         | 196,054 | 17,888   | 422     | 1,143 | 2,384 |

### Județul Arad
| Județul Arad        | Număr locuitori | Români  | Maghiari | Germani | Evrei | Alții  |
| ------------------- | --------------- | ------- | -------- | ------- | ----- | ------ |
| Municipiul Arad     | 86,674          | 40,677  | 26,798   | 7,811   | 7,835 | 3,553  |
| Plasa Aradul Nou    | 32,208          | 6,698   | 2,582    | 22,713  | 57    | 158    |
| Plasa Curtici       | 23,450          | 12,386  | 6,606    | 4,049   | 84    | 325    |
| Plasa Chișineu-Criș | 41,388          | 25,807  | 12,384   | 1,565   | 302   | 1,330  |
| Plasa Gurahonț      | 15,200          | 14,739  | 140      | 67      | 150   | 104    |
| Plasa Hălmagiu      | 19,460          | 19,243  | 76       | 38      | 50    | 53     |
| Plasa Ineu          | 36,289          | 32,103  | 2,244    | 758     | 168   | 1,016  |
| Plasa Pecica        | 43,216          | 18,469  | 10,157   | 2,933   | 272   | 11,385 |
| Plasa Radna         | 13,935          | 10,736  | 1,989    | 922     | 91    | 197    |
| Plasa Săvârșin      | 16,882          | 16,341  | 208      | 170     | 78    | 85     |
| Plasa Sfânta Ana    | 26,473          | 13,008  | 4,213    | 8,188   | 22    | 1,042  |
| Plasa Sebiș         | 21,296          | 19,911  | 657      | 265     | 113   | 350    |
| Plasa Șiria         | 27,537          | 19,998  | 2,629    | 4,110   | 182   | 618    |
| Plasa Târnova       | 18,848          | 17,295  | 1,205    | 106     | 44    | 198    |
| Total județ         | 422,856         | 267,411 | 71,888   | 53,695  | 9,448 | 20,414 |

### Județul Timiș
| Județul Timiș         | Număr locuitori | Români  | Maghiari | Germani | Evrei  | Alții  |
| --------------------- | --------------- | ------- | -------- | ------- | ------ | ------ |
| Municipiul Timișoara  | 110,781         | 44,317  | 20,081   | 30,928  | 10,945 | 4,510  |
| Orașul Lipova         | 6,038           | 3,083   | 753      | 1,918   | 196    | 88     |
| Plasa Buziaș          | 30,213          | 19,578  | 4,068    | 5,324   | 80     | 1,163  |
| Plasa Centrală        | 55,973          | 17,695  | 10,987   | 25,269  | 161    | 1,861  |
| Plasa Ciacova         | 32,402          | 18,296  | 3,477    | 9,172   | 45     | 1,412  |
| Plasa Comloș          | 21,255          | 5,535   | 603      | 14,091  | 16     | 1,010  |
| Plasa Deta            | 23,548          | 8,469   | 3,168    | 7,839   | 49     | 4,023  |
| Plasa Gătaia          | 23,854          | 12,518  | 4,006    | 5,823   | 38     | 1,469  |
| Plasa Giulvăz         | 19,994          | 4,343   | 3,758    | 5,481   | 22     | 6,390  |
| Plasa Jimbolia        | 31,824          | 4,718   | 4,470    | 18,409  | 62     | 4,165  |
| Plasa Lipova          | 22,370          | 16,928  | 637      | 4,318   | 17     | 470    |
| Plasa Pesac-Periam    | 38,401          | 10,209  | 1,827    | 20,590  | 40     | 5,735  |
| Plasa Recaș           | 33,664          | 19,653  | 3,688    | 5,665   | 37     | 4,621  |
| Plasa Sânnicolau Mare | 36,684          | 13,122  | 4,816    | 8,482   | 406    | 9,858  |
| Plasa Vinga           | 27,945          | 12,075  | 3,958    | 7,845   | 29     | 4,038  |
| Total județ           | 514,946         | 210,539 | 70,297   | 171,154 | 12,143 | 50,813 |

### Județul Caraș
| Județul Caraș       | Număr locuitori | Români  | Maghiari | Germani | Evrei | Alții  |
| ------------------- | --------------- | ------- | -------- | ------- | ----- | ------ |
| Orașul Oravița      | 6,993           | 4,331   | 312      | 1,931   | 120   | 299    |
| Orașul Reșița       | 25,034          | 9,440   | 1,860    | 12,083  | 302   | 1,349  |
| Plasa Bocșa-Montană | 30,058          | 22,711  | 1,643    | 3,445   | 67    | 2,192  |
| Plasa Bozovici      | 23,809          | 22,649  | 16       | 187     | 13    | 944    |
| Plasa Moldova Nouă  | 28,244          | 15,380  | 87       | 412     | 0     | 12,365 |
| Plasa Oravița       | 36,428          | 27,963  | 234      | 6,540   | 26    | 1,665  |
| Plasa Reșita        | 27,768          | 19,013  | 109      | 1,407   | 22    | 7,217  |
| Plasa Sasca Montană | 19,599          | 18,840  | 21       | 256     | 11    | 471    |
| Total județ         | 197.933         | 140.327 | 4.282    | 26.261  | 561   | 26,502 |

### Județul Severin
| Județul Severin   | Număr locuitori | Români  | Maghiari | Germani | Evrei | Alții  |
| ----------------- | --------------- | ------- | -------- | ------- | ----- | ------ |
| Orașul Lugoj      | 26,323          | 13,357  | 4,714    | 6,032   | 1,144 | 1,076  |
| Orașul Caransebeș | 11,030          | 7,827   | 478      | 1,969   | 317   | 439    |
| Orașul Orșova     | 9,043           | 6,136   | 596      | 1,441   | 176   | 694    |
| Plasa Balinț      | 18,910          | 14,300  | 3,513    | 661     | 11    | 425    |
| Plasa Birchiș     | 13,607          | 12,976  | 356      | 70      | 22    | 183    |
| Plasa Caransebeș  | 34,781          | 30,134  | 513      | 2,628   | 88    | 1,418  |
| Plasa Făget       | 28,077          | 24,392  | 2,849    | 521     | 114   | 201    |
| Plasa Lugoj       | 24,844          | 18,845  | 298      | 4,244   | 4     | 1,453  |
| Plasa Orșova      | 21,714          | 17,528  | 128      | 741     | 17    | 3,300  |
| Plasa Sacul       | 22,961          | 16,062  | 408      | 1,152   | 22    | 5,317  |
| Plasa Teregova    | 32,081          | 28,886  | 48       | 2,978   | 1     | 168    |
| Total județ       | 243.371         | 190.443 | 13.901   | 22.437  | 1.916 | 14,674 |

## Transilvania de Sud

### Județul Cluj-Turda
| Județul Cluj-Turda          | Număr locuitori | Români  | Maghiari | Germani | Evrei | Alții |
| --------------------------- | --------------- | ------- | -------- | ------- | ----- | ----- |
| Orașul Turda                | 30,648          | 21,979  | 6,470    | 646     | 783   | 770   |
| Plasa Baia de Arieș         | 16,431          | 16,262  | 70       | 13      | 3     | 83    |
| Plasa Câmpeni               | 41,016          | 40,738  | 36       | 37      | 3     | 202   |
| Plasa Câmpia Turzii         | 32,581          | 24,862  | 6,084    | 154     | 239   | 1,242 |
| Plasa Călata                | 21,308          | 20,137  | 1,059    | 5       | 74    | 33    |
| Plasa Căpuș                 | 18,728          | 15,848  | 2,114    | 12      | 37    | 717   |
| Plasa Iara                  | 17,378          | 16,022  | 1,080    | 17      | 88    | 171   |
| Plasa Luduș                 | 36,669          | 26,137  | 8,734    | 40      | 624   | 1,134 |
| Plasa Mihai Viteazul        | 13,092          | 6,502   | 6,137    | 17      | 16    | 420   |
| Plasa Mociu                 | 20,234          | 14,478  | 4,307    | 9       | 982   | 458   |
| Plasa Sărmaș                | 29,043          | 23,124  | 4,319    | 23      | 381   | 1,196 |
| Plasa Săvădisla             | 14,885          | 12,550  | 2,266    | 9       | 11    | 49    |
| Plasa Turda                 | 19,834          | 16,439  | 3,226    | 12      | 19    | 138   |
| Plasa Unirea (Vințu de Sus) | 12,312          | 8,622   | 3,360    | 29      | 3     | 298   |
| Total județ                 | 324,159         | 263,700 | 49,262   | 1,023   | 3,263 | 6,911 |

## Bucovina de Sud

### Județul Câmpulung
| Județul Câmpulung              | Total  | Români | Unguri | Germani | Alții și nedeclarați |
| ------------------------------ | ------ | ------ | ------ | ------- | -------------------- |
| Orașul Câmpulungul-Moldovenesc | 10.703 | 8.506  | 7      | 281     | 1.909                |
| Orașul Gura-Humorului          | 5.683  | 2.480  | 8      | 195     | 3.000                |
| Orașul Vama                    | 4.206  | 3.908  | -      | 65      | 233                  |
| Orașul Vatra-Dornei            | 8.217  | 5.658  | 20     | 331     | 2.208                |
| Plasa Dorna                    | 15.380 | 15.029 | 4      | 89      | 258                  |
| Plasa Humorului                | 22.470 | 20.945 | -      | 159     | 1.366                |
| Plasa Moldova                  | 21.187 | 19.522 | 1      | 183     | 1.481                |
| Total județ                    | 87.846 | 76.048 | 40     | 1.303   | 10.455               |

### Județul Rădăuți
| Județul Rădăuți     | Total   | Români | Unguri | Germani | Alții și nedeclarați |
| ------------------- | ------- | ------ | ------ | ------- | -------------------- |
| Orașul Rădăuți      | 13.537  | 7.868  | 18     | 374     | 5.277                |
| Orașul Siret        | 11.299  | 7.729  | 6      | 326     | 3.238                |
| Suburb. Mănăstioara | 1.176   | 1.109  | -      | 19      | 48                   |
| Suburb. Vășcăuți    | 1.138   | 638    | -      | 7       | 493                  |
| Plasa Siret         | 15.600  | 7.253  | -      | 52      | 8.295                |
| Plasa Ștefan-Vodă   | 45.638  | 36.748 | 8.524  | 118     | 248                  |
| Plasa Vicoavelor    | 33.371  | 29.520 | 7      | 165     | 3.679                |
| Total județ         | 119.445 | 89.118 | 8.555  | 1.035   | 20.737               |

### Județul Suceava
| Județul Suceava  | Total   | Români  | Unguri | Germani | Alții și nedeclarați |
| ---------------- | ------- | ------- | ------ | ------- | -------------------- |
| Orașul Suceava   | 13.744  | 8.823   | 28     | 709     | 4.184                |
| Orașul Solca     | 2.207   | 1.969   | 1      | 48      | 189                  |
| Plasa Arbore     | 39.256  | 35.729  | 194    | 215     | 3.118                |
| Plasa Dragomirna | 41.835  | 38.141  | 3      | 309     | 3.382                |
| Plasa Ilișești   | 31.882  | 30.066  | 720    | 115     | 981                  |
| Total județ      | 128.924 | 114.728 | 946    | 1.396   | 11.854               |

## Bucovina de Nord și ținutul Herța

### Județul Cernăuți
| Județul Cernăuți | Număr locuitori | Români | Ucraineni | Ruși | Germani | Evrei  | Polonezi | Alții |
| ---------------- | --------------- | ------ | --------- | ---- | ------- | ------ | -------- | ----- |
| Orașul Cernăuți  | 78.825          | 18.608 | 8.055     | 204  | 2.075   | 45.759 | 3.523    | 601   |
| Orașul Cozmeni   | 3.855           | 102    | 3.126     | -    | 10      | 439    | 160      | 18    |
| Orașul Sadagura  | 2.415           | 77     | 1.445     | -    | 25      | 616    | 248      | 4     |
| Orașul Zastavna  | 5.000           | 222    | 3.998     | -    | 17      | 557    | 181      | 25    |
| Plasa Cosmin     | 75.892          | 45.996 | 27.038    | 7    | 312     | 285    | 2.184    | 70    |
| Plasa Nistru     | 46.761          | 1.262  | 44.354    | 20   | 55      | 208    | 800      | 62    |
| Plasa Șipeniț    | 52.417          | 678    | 50.594    | 2    | 101     | 401    | 613      | 28    |
| Total județ      | 265.165         | 66.945 | 138.610   | 233  | 2.595   | 48.265 | 7.709    | 808   |

### Județul Storojineț
| Județul Storojineț | Număr locuitori | Români | Ucraineni | Ruși | Germani | Evrei | Polonezi | Alții |
| ------------------ | --------------- | ------ | --------- | ---- | ------- | ----- | -------- | ----- |
| Orașul Storojineț  | 6.610           | 3.474  | 635       | 9    | 104     | 1.483 | 807      | 98    |
| Orașul Vășcăuți    | 5.916           | 193    | 4.437     | -    | 47      | 657   | 574      | 8     |
| Orașul Vijnița     | 2.495           | 72     | 200       | -    | 2       | 2.161 | 58       | 2     |
| Plasa Ceremuș      | 47.837          | 16.036 | 30.984    | 62   | 163     | 1     | 569      | 22    |
| Plasa Flondoreni   | 55.204          | 40.295 | 10.711    | 29   | 336     | 9     | 3.654    | 170   |
| Plasa Răstoace     | 40.137          | 1.963  | 36.456    | 4    | 132     | -     | 980      | 602   |
| Total județ        | 158.199         | 62.033 | 83.423    | 104  | 784     | 4.311 | 6.642    | 902   |

### Județul Rădăuți(partea ocupată de U.R.S.S. în 1940)
| Nordul județului Rădăuți       | Număr locuitori | Români | Ucraineni | Ruși | Germani | Evrei | Polonezi | Alții |
| ------------------------------ | --------------- | ------ | --------- | ---- | ------- | ----- | -------- | ----- |
| Plasa Seletin                  | 17.175          | 857    | 9.470     | -    | 35      | -     | 46       | 6.767 |
| Plasa Siret (partea de nord)   | 15.783          | 12.063 | 2.080     | 11   | 32      | 14    | 731      | 852   |
| Total nordul județului Rădăuți | 32.958          | 12.920 | 11.550    | 11   | 67      | 14    | 777      | 7.619 |

### Județul Dorohoi(partea ocupată de U.R.S.S. în 1940)
| Nord-vestul județului Dorohoi       | Număr locuitori | Români | Ucraineni | Ruși | Germani | Evrei | Polonezi | Alții |
| ----------------------------------- | --------------- | ------ | --------- | ---- | ------- | ----- | -------- | ----- |
| Orașul Herța                        | 3.535           | 2.310  | 7         | -    | 9       | 1.204 | 1        | 4     |
| Plasa Herța                         | 25.037          | 24.996 | 16        | 3    | 5       | 14    | 1        | 2     |
| Total nord-vestul județului Dorohoi | 28.572          | 27.306 | 23        | 3    | 14      | 1.218 | 2        | 6     |

## Basarabia

### Județul Hotin
| Județul Hotin                       | Număr locuitori | Români  | Ucrainieni | Ruși  | Germani | Evrei | Polonezi | Bulgari | Găgăuzi | Alții |
| ----------------------------------- | --------------- | ------- | ---------- | ----- | ------- | ----- | -------- | ------- | ------- | ----- |
| Orașul Hotin                        | 7.579           | 693     | 5.215      | 1.435 | 21      | 80    | 109      | -       | -       | 26    |
| Orașul Sulița                       | 7.937           | 7.354   | 483        | 54    | 22      | -     | 17       | -       | -       | 7     |
| Plasa Cetatea Hotinului (Clișcăuți) | 63.327          | 13.909  | 49.219     | 56    | 36      | 32    | 41       | -       | -       | 34    |
| Plasa Chelmenți (Vadul lui Traian)  | 58.790          | 6.195   | 50.503     | 1.930 | 5       | 132   | 22       | -       | -       | 3     |
| Plasa Lipcani                       | 54.720          | 39.588  | 14.735     | 195   | 35      | 75    | 66       | -       | -       | 26    |
| Plasa Miron Costin (Briceni)        | 67.003          | 49.029  | 16.145     | 1.501 | 39      | 142   | 61       | -       | -       | 86    |
| Plasa Secureni                      | 58.584          | 20.750  | 36.559     | 1.106 | 12      | 74    | 57       | -       | -       | 26    |
| Plasa Sulița (B.P. Hașdeu)          | 50.605          | 34.995  | 15.500     | 37    | 20      | 25    | 23       | -       | -       | 5     |
| Total județ                         | 368.545         | 172.513 | 188.359    | 6.314 | 190     | 560   | 396      | -       | -       | 213   |

### Județul Soroca
| Județul Soroca | Număr locuitori | Români  | Ucrainieni | Ruși  | Germani | Evrei | Polonezi | Bulgari | Găgăuzi | Alții |
| -------------- | --------------- | ------- | ---------- | ----- | ------- | ----- | -------- | ------- | ------- | ----- |
| Orașul Soroca  | 8.042           | 6.553   | 386        | 323   | 21      | 421   | 119      | 2       | -       | 217   |
| Plasa Climăuți | 91.254          | 65.736  | 24.454     | 658   | 42      | 171   | 160      | 5       | -       | 28    |
| Plasa Florești | 73.372          | 64.490  | 4.637      | 3.612 | 31      | 80    | 128      | 4       | -       | 390   |
| Plasa Nădușita | 72.220          | 63.125  | 6.942      | 1.616 | 20      | 240   | 145      | 4       | -       | 128   |
| Plasa Soroca   | 65.332          | 62.459  | 2.048      | 317   | 11      | 365   | 44       | 10      | -       | 78    |
| Total județ    | 310.220         | 262.363 | 38.467     | 6.526 | 125     | 1.277 | 596      | 25      | -       | 841   |

### Județul Bălți
| Județul Bălți  | Număr locuitori | Români  | Ucrainieni | Ruși   | Germani | Evrei | Polonezi | Bulgari | Găgăuzi | Alții |
| -------------- | --------------- | ------- | ---------- | ------ | ------- | ----- | -------- | ------- | ------- | ----- |
| Orașul Bălți   | 18.236          | 11.471  | 2.956      | 2.358  | 137     | 98    | 884      | 26      | 1       | 305   |
| Plasa Bălți    | 93.931          | 74.805  | 15.573     | 2.662  | 93      | 77    | 483      | 6       | 3       | 229   |
| Plasa Cornești | 69.452          | 61.890  | 5.030      | 1.788  | 41      | 186   | 177      | 4       | -       | 336   |
| Plasa Fălești  | 72.123          | 57.129  | 7.572      | 4.784  | 54      | 1914  | 394      | 1       | 5       | 270   |
| Plasa Glodeni  | 62.937          | 50.279  | 10.829     | 376    | 72      | 635   | 309      | 1       | -       | 436   |
| Plasa Râșcani  | 91.251          | 72.583  | 16.686     | 733    | 52      | 13    | 922      | 3       | -       | 259   |
| Total județ    | 407.930         | 328.157 | 58.646     | 12.701 | 449     | 2.923 | 3.169    | 41      | 9       | 1.835 |

### Județul Orhei
| Județul Orhei    | Număr locuitori | Români  | Ucrainieni | Ruși  | Germani | Evrei | Polonezi | Bulgari | Găgăuzi | Alții |
| ---------------- | --------------- | ------- | ---------- | ----- | ------- | ----- | -------- | ------- | ------- | ----- |
| Orașul Orhei     | 11.550          | 10.645  | 60         | 245   | 9       | 326   | 37       | 2       | -       | 226   |
| Orașul Rezina    | 4.069           | 3.986   | 55         | 5     | 2       | -     | 7        | 1       | -       | 13    |
| Plasa Chiperceni | 60.605          | 57.909  | 2.417      | 83    | 16      | -     | 7        | 5       | -       | 168   |
| Plasa Orhei      | 80.183          | 76.916  | 2.539      | 117   | 15      | 10    | 17       | 4       | -       | 565   |
| Plasa Rezina     | 57.054          | 53.535  | 2.785      | 566   | 28      | 20    | 64       | 2       | 1       | 53    |
| Plasa Telenești  | 63.040          | 60.884  | 1.417      | 531   | 12      | 4     | 75       | 1       | -       | 116   |
| Total județ      | 276.501         | 263.875 | 9.273      | 1.547 | 82      | 360   | 207      | 15      | 1       | 1.141 |

### Județul Lăpușna
| Județul Lăpușna      | Număr locuitori | Români  | Ucrainieni | Ruși  | Germani | Evrei | Polonezi | Bulgari | Găgăuzi | Alții |
| -------------------- | --------------- | ------- | ---------- | ----- | ------- | ----- | -------- | ------- | ------- | ----- |
| Orașul Chișinău      | 52.962          | 43.024  | 1.745      | 5.915 | 302     | 201   | 723      | 183     | 17      | 852   |
| Orașul Călărași-Târg | 807             | 723     | 36         | 25    | 9       | -     | 9        | 2       | -       | 3     |
| Plasa Budești        | 44.485          | 41.129  | 2.449      | 830   | 2       | -     | 25       | 12      | -       | 38    |
| Plasa Călărași       | 69.419          | 64.902  | 3.007      | 213   | 12      | 9     | 34       | 19      | 6       | 1.217 |
| Plasa Hâncești       | 67.214          | 59.946  | 5.544      | 1.078 | 38      | 3     | 22       | 118     | -       | 465   |
| Plasa Ialoveni       | 64.278          | 63.654  | 31         | 219   | 4       | -     | 21       | 210     | -       | 139   |
| Plasa Nisporeni      | 66.990          | 65.411  | 418        | 450   | 22      | -     | 45       | 41      | 3       | 600   |
| Total județ          | 366.155         | 338.789 | 13.230     | 8.730 | 389     | 213   | 879      | 585     | 26      | 3.314 |

### Județul Tighina
| Județul Tighina | Număr locuitori | Români  | Ucrainieni | Ruși   | Germani | Evrei | Polonezi | Bulgari | Găgăuzi | Alții |
| --------------- | --------------- | ------- | ---------- | ------ | ------- | ----- | -------- | ------- | ------- | ----- |
| Orașul Tighina  | 15.075          | 3.871   | 1.796      | 9.114  | 36      | 3     | 131      | 58      | 8       | 58    |
| Orașul Comrat   | 11.943          | 2.045   | 27         | 120    | 11      | 7     | 2        | 424     | 9.240   | 67    |
| Plasa Căușani   | 67.411          | 51.283  | 6.604      | 8.378  | 81      | -     | 81       | 742     | 1       | 241   |
| Plasa Comrat    | 55.796          | 7.306   | 2.153      | 765    | 21      | 11    | 1.016    | 8.460   | 35.759  | 305   |
| Plasa Cimișlia  | 46.352          | 38.350  | 2.125      | 2.555  | 8       | 3     | 11       | 2.797   | 314     | 189   |
| Plasa Taraclia  | 44.609          | 28.205  | 6.599      | 3.456  | 88      | 26    | 109      | 5.068   | 926     | 132   |
| Plasa Tighina   | 49.649          | 45.092  | 1.414      | 3.042  | 9       | 8     | 20       | 27      | -       | 37    |
| Total județ     | 290.835         | 176.152 | 20.718     | 27.430 | 254     | 58    | 1.370    | 17.576  | 46.248  | 1.029 |

### Județul Cahul
| Județul Cahul         | Număr locuitori | Români  | Ucrainieni | Ruși  | Germani | Evrei | Polonezi | Bulgari | Găgăuzi | Alții |
| --------------------- | --------------- | ------- | ---------- | ----- | ------- | ----- | -------- | ------- | ------- | ----- |
| Orașul Cahul          | 7.375           | 5.226   | 218        | 1.747 | 10      | 2     | 1        | 99      | 7       | 65    |
| Orașul Leova          | 3.619           | 3.041   | 34         | 368   | 5       | 13    | 24       | 78      | 2       | 54    |
| Plasa Cantemir        | 37.851          | 31.640  | 1.260      | 569   | 43      | 29    | 19       | 3900    | 204     | 187   |
| Plasa Ioan-Voevod     | 47.938          | 29.161  | 2.386      | 3.478 | 10      | -     | 37       | 4.046   | 8.481   | 339   |
| Plasa Ștefan cel Mare | 44.723          | 37.043  | 1.379      | 1.725 | 25      | 3     | 10       | 3.130   | 993     | 415   |
| Plasa Traian          | 60.832          | 4.304   | 35         | 793   | 21      | -     | 10       | 24.128  | 31.326  | 215   |
| Total județ           | 202.338         | 110.415 | 5.312      | 8.680 | 114     | 47    | 101      | 35.381  | 41.013  | 1.275 |

### Județul Ismail
| Județul Ismail | Număr locuitori | Români | Ucrainieni | Ruși   | Germani | Evrei | Polonezi | Bulgari | Găgăuzi | Alții |
| -------------- | --------------- | ------ | ---------- | ------ | ------- | ----- | -------- | ------- | ------- | ----- |
| Orașul Ismail  | 17.569          | 2.727  | 788        | 12.423 | 27      | 678   | 46       | 480     | 17      | 383   |
| Orașul Bolgrad | 10.713          | 1.485  | 86         | 968    | 19      | 517   | 26       | 7.429   | 79      | 104   |
| Orașul Reni    | 8.001           | 4.868  | 43         | 2.645  | 11      | 64    | 32       | 221     | 49      | 68    |
| Plasa Bolgrad  | 65.926          | 1.926  | 209        | 734    | 6       | -     | 5        | 48.414  | 11.990  | 2.642 |
| Plasa Ismail   | 55.466          | 19.152 | 5.956      | 12.963 | 2       | -     | 3        | 17.292  | 17      | 81    |
| Plasa Reni     | 46.445          | 25.204 | 18         | 285    | 2       | -     | 6        | 6.543   | 14.252  | 135   |
| Total județ    | 204.120         | 55.362 | 7.100      | 30.018 | 67      | 1.259 | 118      | 80.379  | 26.404  | 3.413 |

### Județul Chilia
| Județul Chilia     | Număr locuitori | Români | Ucrainieni | Ruși   | Germani | Evrei | Polonezi | Bulgari | Găgăuzi | Alții |
| ------------------ | --------------- | ------ | ---------- | ------ | ------- | ----- | -------- | ------- | ------- | ----- |
| Orașul Chilia Nouă | 15.536          | 4.938  | 6.127      | 3.994  | 19      | 64    | 12       | 138     | 3       | 241   |
| Orașul Vâlcov      | 5.075           | 40     | 1.089      | 3.931  | -       | 8     | 1        | 5       | -       | 1     |
| Plasa Chilia       | 47.923          | 10.992 | 11.863     | 9.668  | 20      | -     | 29       | 13.575  | 1.550   | 226   |
| Plasa Tarutino     | 20.470          | 738    | 6.113      | 607    | 82      | 12    | 843      | 11.742  | 211     | 122   |
| Plasa Tătărăști    | 47.465          | 8.816  | 20.668     | 6.542  | 33      | 46    | 7        | 11.075  | 3       | 275   |
| Total județ        | 136.469         | 25.524 | 45.860     | 24.742 | 154     | 130   | 892      | 36.535  | 1.767   | 865   |

### Județul Cetatea Albă
| Județul Cetatea Albă | Număr locuitori | Români | Ucrainieni | Ruși   | Germani | Evrei | Polonezi | Bulgari | Găgăuzi | Alții |
| -------------------- | --------------- | ------ | ---------- | ------ | ------- | ----- | -------- | ------- | ------- | ----- |
| Orașul Cetatea Albă  | 7.766           | 763    | 284        | 6.232  | 31      | 8     | 49       | 114     | 6       | 279   |
| Plasa Bairamcea      | 43.962          | 5.043  | 23.909     | 10.125 | 12      | -     | 12       | 4.754   | -       | 107   |
| Plasa Liman          | 46.139          | 16.634 | 19.229     | 9.841  | 82      | 2     | 15       | 117     | 6       | 213   |
| Plasa Tuzla          | 26.729          | 5.719  | 15.799     | 4.881  | 66      | -     | 28       | 133     | 17      | 86    |
| Plasa Volintiri      | 45.856          | 32.184 | 3.356      | 6.643  | 43      | 45    | 1.254    | 1.992   | 186     | 153   |
| Total județ          | 170.452         | 60.343 | 62.577     | 37.722 | 234     | 55    | 1.358    | 7.110   | 215     | 838   |

## Transnistria

### Județul Movilău(Moghilău)
| Județul Movilău           | Număr locuitori | Români | Germani | Ucrainieni | Ruși  | Evrei | Bulgari | Tătari | Polonezi | Ruși-Lipoveni | Alții |
| ------------------------- | --------------- | ------ | ------- | ---------- | ----- | ----- | ------- | ------ | -------- | ------------- | ----- |
| Orașul Movilău (Moghilău) | 13.131          | 61     | 9       | 9.678      | 125   | 3.165 | -       | 1      | 73       | 5             | 14    |
| Orașul Șmerinca           | 10.502          | 29     | 24      | 9.617      | 425   | 76    | 5       | 14     | 269      | 1             | 42    |
| Total mediul rural        | 270.251         | 86     | 75      | 255.228    | 6.043 | 6.107 | 8       | 78     | 1.994    | 331           | 300   |
| Total județ               | 293.884         | 176    | 109     | 274.523    | 6.593 | 9.348 | 13      | 93     | 2.336    | 337           | 356   |

### Județul Jugastru
| Județul Jugastru   | Număr locuitori | Români | Germani | Ucrainieni | Ruși  | Evrei | Bulgari | Tătari | Polonezi | Ruși-Lipoveni | Alții |
| ------------------ | --------------- | ------ | ------- | ---------- | ----- | ----- | ------- | ------ | -------- | ------------- | ----- |
| Orașul Iampol      | 5.075           | 20     | -       | 3.869      | 16    | 1.115 | 4       | -      | 42       | -             | 9     |
| Total mediul rural | 235.331         | 54     | 223     | 227.009    | 1.782 | 5.395 | 2       | 8      | 613      | 44            | 201   |
| Total județ        | 240.406         | 74     | 223     | 230.878    | 1.798 | 6.510 | 6       | 8      | 655      | 44            | 210   |

### Județul Tulcin
| Județul Tulcin     | Număr locuitori | Români | Germani | Ucrainieni | Ruși | Evrei | Bulgari | Tătari | Polonezi | Ruși-Lipoveni | Alții |
| ------------------ | --------------- | ------ | ------- | ---------- | ---- | ----- | ------- | ------ | -------- | ------------- | ----- |
| Orașul Tulcin      | 3.833           | 5      | 3       | 3.558      | 78   | 125   | -       | -      | 57       | 1             | 6     |
| Total mediul rural | 143.351         | 6      | 20      | 142.468    | 300  | 229   | -       | 9      | 171      | 17            | 61    |
| Total județ        | 147.184         | 11     | 23      | 146.026    | 378  | 424   | -       | 9      | 228      | 18            | 67    |

### Județul Râbnița
| Județul Râbnița    | Număr locuitori | Români | Germani | Ucrainieni | Ruși  | Evrei | Bulgari | Tătari | Polonezi | Ruși-Lipoveni | Alții |
| ------------------ | --------------- | ------ | ------- | ---------- | ----- | ----- | ------- | ------ | -------- | ------------- | ----- |
| Orașul Birzula     | 8.812           | 314    | 188     | 8.077      | 193   | 2     | 19      | -      | -        | -             | 9     |
| Orașul Râbnița     | 6.998           | 1.575  | 9       | 3.777      | 137   | 1.161 | 13      | 1      | 318      | -             | 7     |
| Total mediul rural | 201.593         | 52.771 | 857     | 141.685    | 4.260 | 387   | 18      | 120    | 1.228    | 11            | 256   |
| Total județ        | 217.403         | 54.660 | 1.054   | 153.539    | 4.590 | 1.550 | 60      | 121    | 1.546    | 11            | 272   |

### Județul Balta
| Județul Balta      | Număr locuitori | Români | Germani | Ucrainieni | Ruși  | Evrei | Bulgari | Tătari | Polonezi | Ruși-Lipoveni | Alții |
| ------------------ | --------------- | ------ | ------- | ---------- | ----- | ----- | ------- | ------ | -------- | ------------- | ----- |
| Orașul Balta       | 9.538           | 156    | 11      | 7.042      | 2.229 | 4     | -       | 13     | 12       | 9             | 62    |
| Orașul Berșad      | 4.361           | 1      | 1       | 2.509      | 21    | 1.822 | -       | -      | 7        | -             | -     |
| Total mediul rural | 241.208         | 954    | 34      | 236.342    | 2.500 | 661   | 16      | 97     | 445      | 57            | 102   |
| Total județ        | 255.107         | 1.111  | 46      | 245.893    | 4.750 | 2.487 | 16      | 110    | 464      | 66            | 164   |

### Județul Dubăsari
| Județul Dubăsari   | Număr locuitori | Români | Germani | Ucrainieni | Ruși  | Evrei | Bulgari | Tătari | Polonezi | Ruși-Lipoveni | Alții |
| ------------------ | --------------- | ------ | ------- | ---------- | ----- | ----- | ------- | ------ | -------- | ------------- | ----- |
| Orașul Dubăsari    | 4.033           | 1.165  | 5       | 2.750      | 97    | -     | -       | -      | 6        | -             | 10    |
| Orașul Grigoriopol | 8.553           | 6.182  | 15      | 1.396      | 840   | -     | -       | -      | 2        | -             | 118   |
| Total mediul rural | 126.275         | 48.910 | 10.515  | 63.526     | 2.499 | 194   | 109     | 16     | 239      | 12            | 255   |
| Total județ        | 138.861         | 56.257 | 10.535  | 67.662     | 3.446 | 194   | 109     | 16     | 247      | 12            | 383   |

### Județul Ananiev
| Județul Ananiev    | Număr locuitori | Români | Germani | Ucrainieni | Ruși  | Evrei | Bulgari | Tătari | Polonezi | Ruși-Lipoveni | Alții |
| ------------------ | --------------- | ------ | ------- | ---------- | ----- | ----- | ------- | ------ | -------- | ------------- | ----- |
| Orașul Ananiev     | 11.562          | 1.963  | 41      | 9.316      | 180   | 2     | 4       | 1      | 33       | 2             | 20    |
| Total mediul rural | 130.839         | 17.785 | 2.340   | 106.826    | 3.225 | 34    | 246     | 14     | 116      | -             | 253   |
| Total județ        | 142.401         | 19.748 | 2.381   | 116.142    | 3.405 | 36    | 250     | 15     | 149      | 2             | 273   |

### Județul Golta
| Județul Golta      | Număr locuitori | Români | Germani | Ucrainieni | Ruși  | Evrei | Bulgari | Tătari | Polonezi | Ruși-Lipoveni | Alții |
| ------------------ | --------------- | ------ | ------- | ---------- | ----- | ----- | ------- | ------ | -------- | ------------- | ----- |
| Orașul Golta       | 6.436           | 61     | 134     | 5.983      | 180   | 3     | 3       | 1      | 40       | 1             | 30    |
| Total mediul rural | 132.577         | 4.560  | 769     | 124.598    | 1.512 | 102   | 36      | 18     | 259      | 15            | 708   |
| Total județ        | 139.013         | 4.621  | 903     | 130.581    | 1.692 | 105   | 39      | 19     | 299      | 16            | 738   |

### Județul Tiraspol
| Județul Tiraspol   | Număr locuitori | Români | Germani | Ucrainieni | Ruși   | Evrei | Bulgari | Tătari | Polonezi | Ruși-Lipoveni | Alții |
| ------------------ | --------------- | ------ | ------- | ---------- | ------ | ----- | ------- | ------ | -------- | ------------- | ----- |
| Orașul Tiraspol    | 17.014          | 1.285  | 212     | 9.556      | 5.687  | 50    | 86      | 9      | 66       | 8             | 55    |
| Total mediul rural | 172.795         | 47.142 | 32.060  | 64.839     | 16.453 | 35    | 11.987  | 12     | 111      | 5             | 151   |
| Total județ        | 189.809         | 48.427 | 32.272  | 74.395     | 22.140 | 85    | 12.073  | 21     | 177      | 13            | 206   |

### Județul Ovidiopol
| Județul Ovidiopol  | Număr locuitori | Români | Germani | Ucrainieni | Ruși  | Evrei | Bulgari | Tătari | Polonezi | Ruși-Lipoveni | Alții |
| ------------------ | --------------- | ------ | ------- | ---------- | ----- | ----- | ------- | ------ | -------- | ------------- | ----- |
| Orașul Ovidiopol   | 4.324           | 106    | 3       | 4.159      | 43    | -     | -       | -      | 1        | -             | 12    |
| Total mediul rural | 60.252          | 5.930  | 16.604  | 32.796     | 4.756 | 14    | 26      | 6      | 55       | 3             | 62    |
| Total județ        | 64.576          | 6.036  | 16.607  | 36.955     | 4.799 | 14    | 26      | 6      | 56       | 3             | 74    |

### Județul Odessa
| Județul Odessa     | Număr locuitori | Români | Germani | Ucrainieni | Ruși   | Evrei | Bulgari | Tătari | Polonezi | Ruși-Lipoveni | Alții |
| ------------------ | --------------- | ------ | ------- | ---------- | ------ | ----- | ------- | ------ | -------- | ------------- | ----- |
| Orașul Odessa      | 244.572         | 3.224  | 8.643   | 120.945    | 92.584 | -     | 4.928   | 436    | 7.488    | 429           | 5     |
| Total mediul rural | 86.797          | 319    | 11.701  | 61.707     | 1.709  | 113   | 9.697   | 18     | 117      | 11            | 1.405 |
| Total județ        | 331.369         | 3.543  | 20.344  | 182.652    | 94.293 | 113   | 14.625  | 454    | 7.605    | 440           | 7.300 |

### Județul Berezovca
| Județul Berezovca  | Număr locuitori | Români | Germani | Ucrainieni | Ruși  | Evrei | Bulgari | Tătari | Polonezi | Ruși-Lipoveni | Alții |
| ------------------ | --------------- | ------ | ------- | ---------- | ----- | ----- | ------- | ------ | -------- | ------------- | ----- |
| Orașul Berezovca   | 6.090           | 72     | 720     | 5.070      | 107   | 3     | 64      | 4      | 5        | -             | 45    |
| Total mediul rural | 83.066          | 2.748  | 32.405  | 46.190     | 1.213 | 7     | 146     | 4      | 53       | 8             | 292   |
| Total județ        | 89.156          | 2.820  | 33.125  | 51.260     | 1.320 | 10    | 210     | 8      | 58       | 8             | 337   |

### Județul Oceacov
| Județul Oceacov    | Număr locuitori | Români | Germani | Ucrainieni | Ruși  | Evrei | Bulgari | Tătari | Polonezi | Ruși-Lipoveni | Alții |
| ------------------ | --------------- | ------ | ------- | ---------- | ----- | ----- | ------- | ------ | -------- | ------------- | ----- |
| Orașul Oceacov     | 4.835           | 4      | 13      | 4.713      | 103   | -     | -       | -      | -        | 1             | 1     |
| Total mediul rural | 71.987          | 199    | 8.829   | 60.044     | 1.545 | 741   | 206     | 20     | 149      | 7             | 247   |
| Total județ        | 76.822          | 203    | 8.842   | 64.757     | 1.648 | 741   | 206     | 20     | 149      | 7             | 247   |